# Тайвань (провинция КНР)
Тайва́нь (кит. трад. 臺灣省, упр. 台湾省, пиньинь Táiwān Shěng) —  формальная административная единица КНР, территория которой фактически контролируется частично признанной Китайской Республикой, и никогда не контролировалась КНР. Отражает многолетний политический конфликт, упирающийся в проблему признания Китайской Республики как государства и его статуса.
Представители формальной провинции входят также во Всекитайское собрание народных представителей, в их число входят как правило граждане, живущие в КНР (а теперь и родившиеся в КНР), но принадлежащие исторически к коренному населению острова Тайвань.

## Территория
КНР признаёт административное деление тайваньской провинции таким, каким оно было в 1949 году. Административные изменения внутренней структуры, предпринятые правительством Тайваня, не считаются легитимными. В частности, не признается повышение административного статуса муниципалитетов Тайбэй, Гаосюн, Тайчжун, Тайнань, Синьбэй до городов субпровинциального значения. Также отличие заключается в политическом статусе некоторых островов в окрестности острова Тайвань:
1. острова Пэнху формально имеют статус уезда в провинции, однако в ряде официальных документов Китайской Республики эти острова упоминаются с особым статусом;
2. ряд малых островов, принадлежащих Китайской Республике, не относятся к провинции, а принадлежат административно другим провинциям — Фуцзянь, Гуандун, Хайнань.

С обеих точек зрения (КНР и Тайвань), острова Сенкаку, контролируемые Японией, принадлежат тайваньской провинции.

## Политический статус
Сложность политической проблемы Тайваня заключается в том, что КНР считает себя единственным правопреемником Китайской Республики, провозглашённой в 1911 году, и таким же единственным правопреемником считает себя Тайвань. Позиция «существует только один Китай» означает, что политическое признание Тайваня означает автоматически непризнание КНР и наоборот. С позиции КНР, гипотетическая «провинция Тайвань» необходима для территориальной целостности Китая. С позиции Тайваня, территория, контролируемая Тайванем, составляет Свободную территорию Китайской Республики, в то время как оставшаяся часть «материкового» Китая в эту свободную территорию не входит.
Концепция «независимости Тайваня» время от времени становится источником серьёзных политических осложнений, вплоть до угрозы военного противостояния.
Предпринимаются попытки развязать этот узел, в частности Тайвань предпринимает попытки вхождения в ООН как независимое государство Тайвань (а не как «единственный Китай»), и в Тайване имеются политические движения, стремящиеся к достижению радикальных политических компромиссов. С китайской стороны также поступают предложения о статусе Тайваня (подобные статусу Гонконга). Однако согласия пока не достигнуто.
С девяностых годов XX века политическое противостояние значительно смягчилось. Китай перестал рассматривать Тайвань как постоянную угрозу вторжения (что привело к бурному развитию прибрежных территорий, в первую очередь провинции Фуцзянь), были найдены обтекаемые политические формулировки (такие как Китайский Тайбэй) и были установлены экономические отношения, позволяющие визиты граждан и экономическую деятельность. Рассматриваются также проекты туннеля под Тайваньским проливом для высокоскоростного железнодорожного сообщения между Пекином и Тайбэем.